# ویگو ینسن (بازیکن فوتبال، زاده ۱۹۲۱)
ویگو ینسن (دانمارکی: Viggo Jensen; ۲۹ مارس ۱۹۲۱ – ۳۰ نوامبر ۲۰۰۵) بازیکن فوتبال و مربی اهل دانمارک بود.
از باشگاه‌هایی که در آن بازی کرده‌است می‌توان به باشگاه فوتبال اسبیرگ و باشگاه فوتبال هال سیتی اشاره کرد.